# Полтавское сельское поселение (Краснодарский край)
Полтавское сельское поселение — муниципальное образование в Красноармейском районе Краснодарского края России. 
В рамках административно-территориального устройства Краснодарского края ему соответствует Полтавский сельский округ.
Административный центр  и единственный населённый пункт — станица Полтавская.

## Население
| 2010    | 2012    | 2013    | 2014    | 2015    | 2016    | 2017    |
| ------- | ------- | ------- | ------- | ------- | ------- | ------- |
| 26 490  | ↗26 601 | ↘26 549 | ↗26 631 | ↘26 590 | ↗26 627 | ↘26 626 |
| 2018    | 2019    | 2020    | 2021    | 2023    |         |         |
| ↘26 520 | ↘26 422 | ↘26 365 | ↘24 164 | ↘23 850 |         |         |